# Personale della WWE
Il personale della WWE è composto da wrestler, manager, telecronisti, annunciatori, intervistatori, arbitri, allenatori, produttori, booker, dirigenti e membri del consiglio di amministrazione.
In seguito alla seconda Brand Extension, avvenuta il 19 luglio 2016, il personale fu suddiviso in due diversi roster, ognuno dei quali facente parte degli show televisivi settimanali di Raw o SmackDown; gli atleti possono però apparire anche nei rispettivi pay-per-view e negli house show.
La WWE si riferisce ai propri atleti con il termine "Superstar".

## Raw

### Uomini

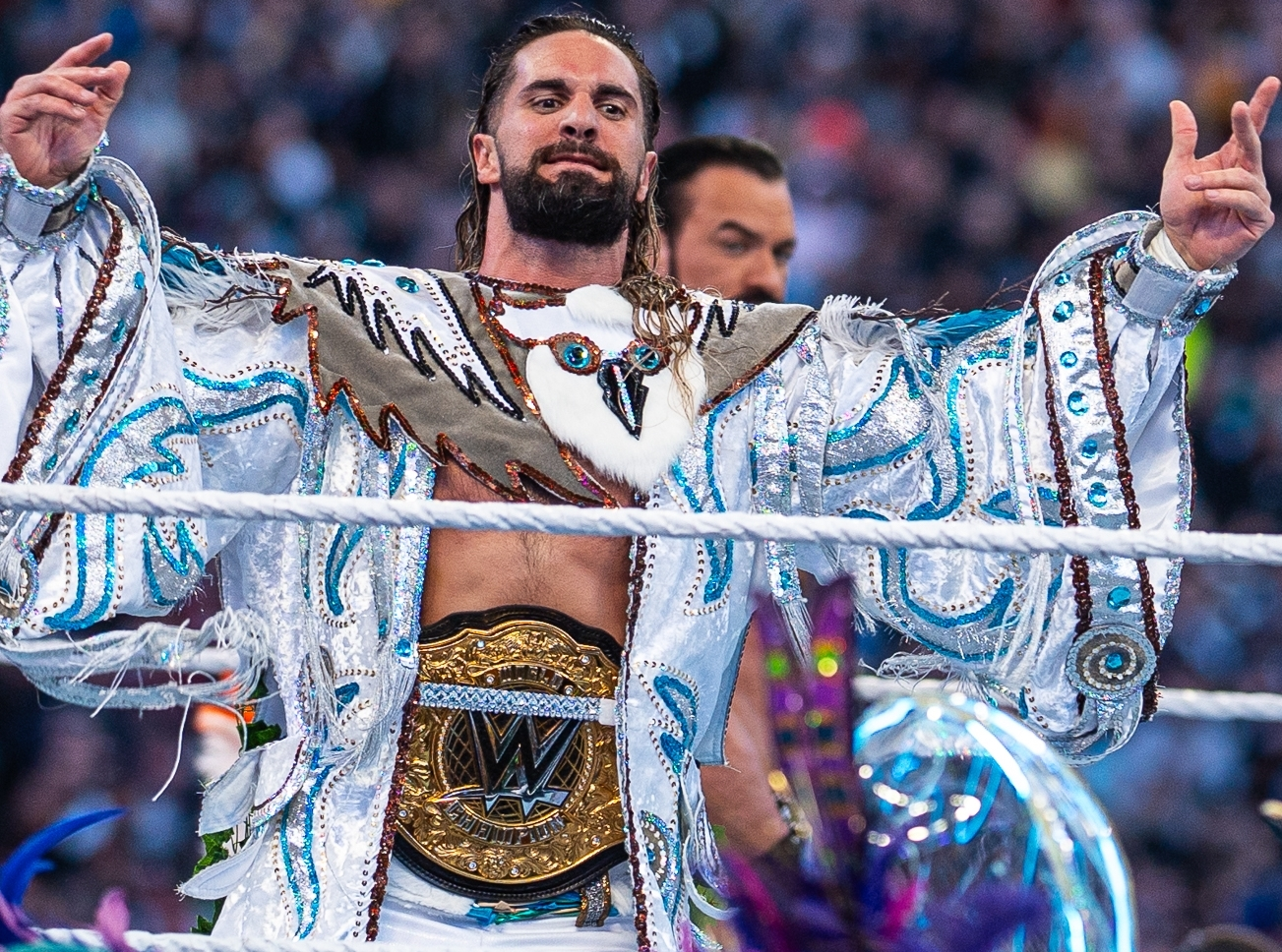
Seth Rollins, World Heavyweight Champion

Dominik Mysterio, Intercontinental Champion

| Nome                | Nome reale           | Note                          |
| ------------------- | -------------------- | ----------------------------- |
| AJ Styles           | Allen Jones          |                               |
| Akira Tozawa        | Akira Tozawa         |                               |
| Austin Theory       | Austin White         |                               |
| Bron Breakker       | Bronson Rechsteiner  |                               |
| Bronson Reed        | Jermaine Haley       |                               |
| Brutus Creed        | Drew Kasper          |                               |
| Carlito             | Carlos Colón Jr.     |                               |
| Chad Gable          | Charles Betts        |                               |
| El Grande Americano | Charles Betts        | WWE Speed Champion            |
| CM Punk             | Phillip Brooks       |                               |
| Cruz Del Toro       | Raúl Mendoza         |                               |
| Dominik Mysterio    | Dominik Gutiérrez    | WWE Intercontinental Champion |
| Dragon Lee          | Sconosciuto          |                               |
| Erik                | Raymond Rowe         |                               |
| Finn Bálor          | Fergal Devitt        | World Tag Team Champion       |
| Grayson Waller      | Matthew Farrelly     |                               |
| Gunther             | Walter Hahn          |                               |
| Il'ja Dragunov      | Il'ja Rukober        |                               |
| Ivar                | Todd Smith           |                               |
| JD McDonagh         | Jordan Devlin        | World Tag Team Champion       |
| Jey Uso             | Joshua Fatu          |                               |
| Joaquin Wilde       | Michael Paris        |                               |
| Julius Creed        | Jacob Kasper         |                               |
| Kofi Kingston       | Kofi Sarkodie-Mensah |                               |
| Logan Paul          | Logan Paul           |                               |
| Ludwig Kaiser       | Marcel Barthel       |                               |
| Otis                | Nikola Bogojević     |                               |
| Penta               | Sconosciuto          |                               |
| Pete Dunne          | Peter England        |                               |
| Rey Mysterio        | Óscar Gutiérrez      |                               |
| Rusev               | Miroslav Barnjašev   |                               |
| Sami Zayn           | Rami Sebei           |                               |
| Seth Rollins        | Colby Daniel Lopez   | World Heavyweight Champion    |
| Sheamus             | Stephen Farrelly     |                               |
| Tyler Bate          | Tyler Bate           |                               |
| Xavier Woods        | Austin Watson        |                               |

### Donne

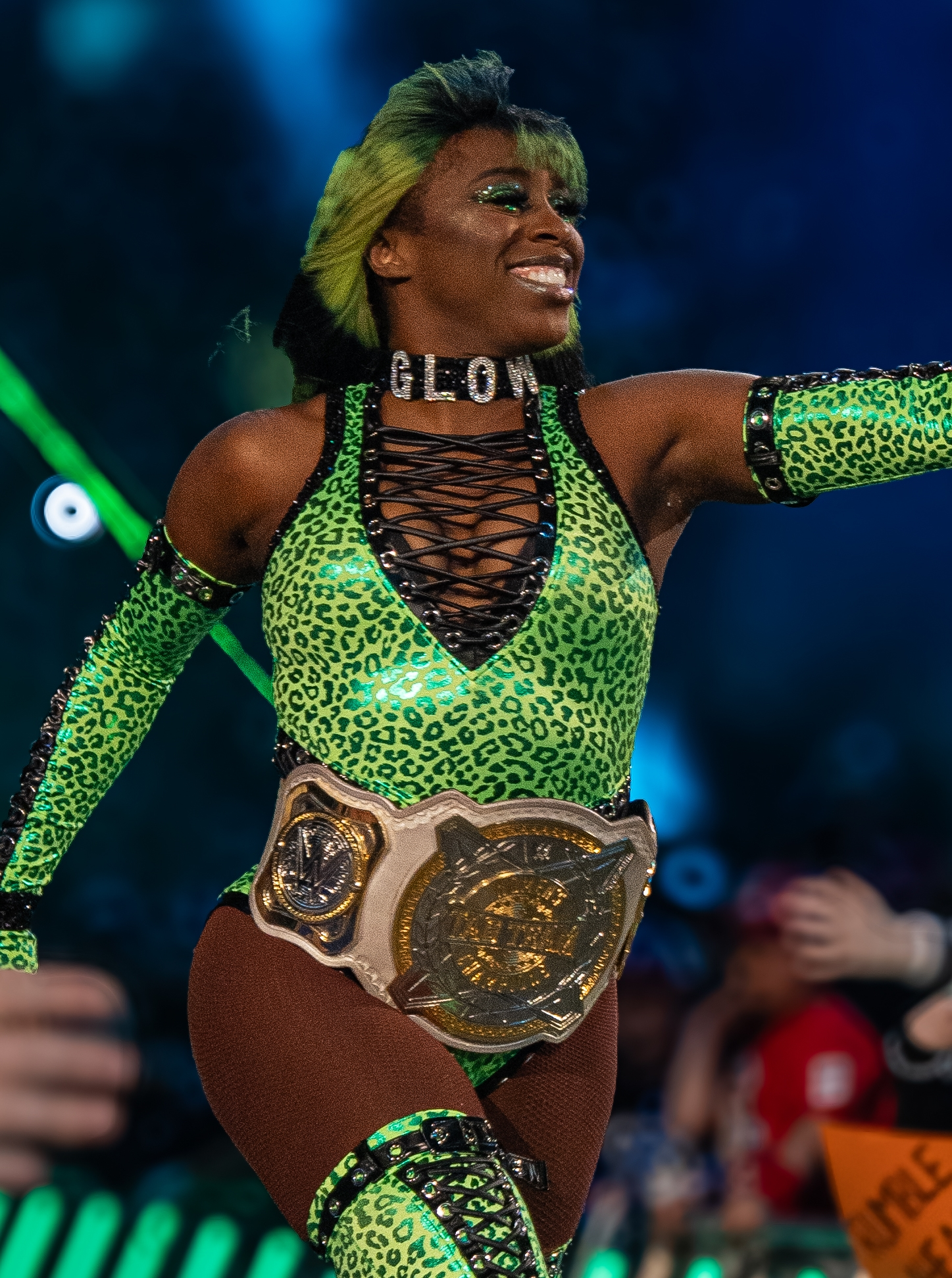
Naomi, Women's World Champion

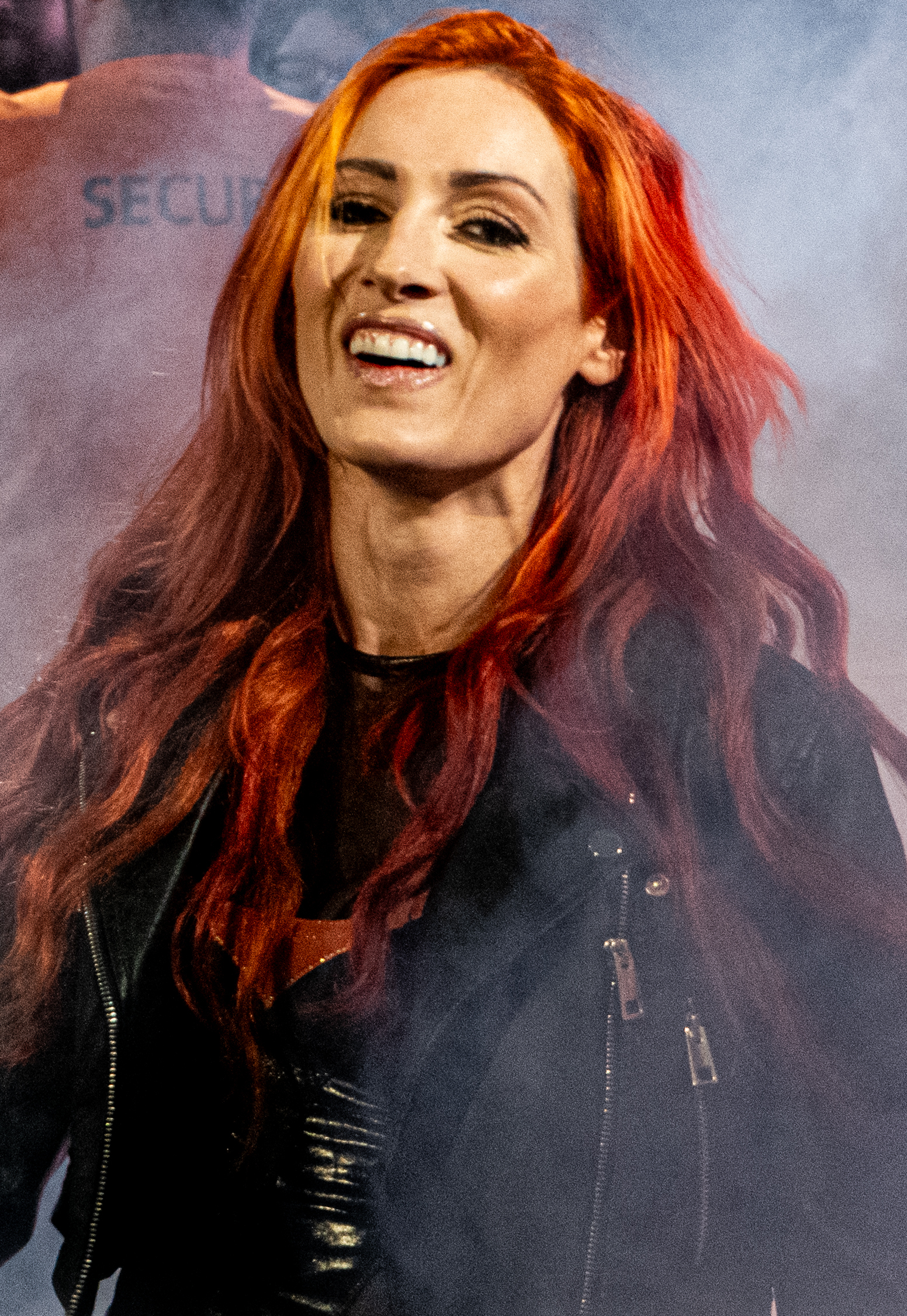
Becky Lynch, WWE Women's Intercontinental Champion

Tiffany Stratton, WWE Women's Championship

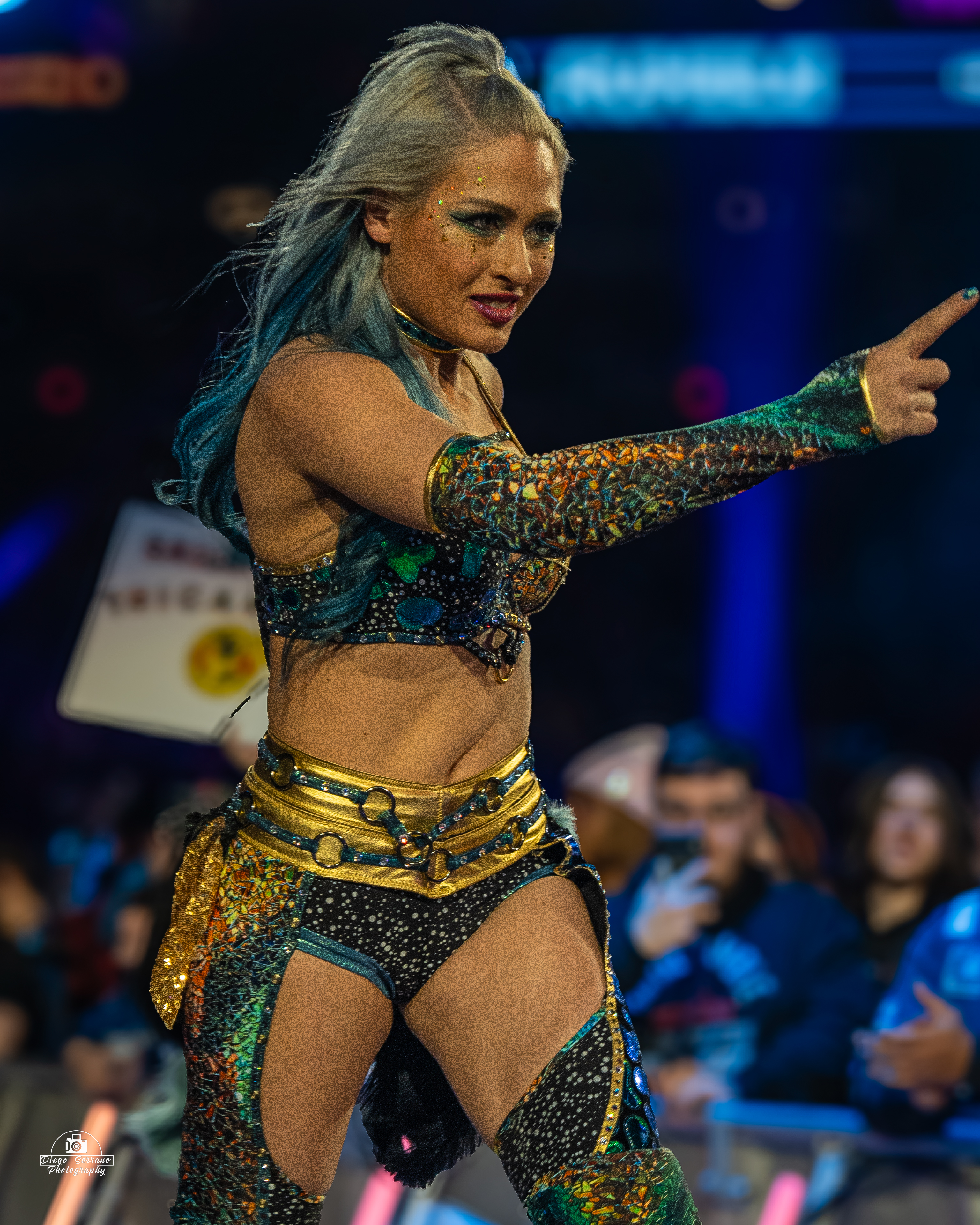
Giulia, Women's United States Champion

| Nome             | Nome reale                    | Note                                  |
| ---------------- | ----------------------------- | ------------------------------------- |
| Asuka            | Kanako Urai                   |                                       |
| Bayley           | Pamela Martinez               |                                       |
| Becky Lynch      | Rebecca Quin                  | WWE Women's Intercontinental Champion |
| Iyo Sky          | Masami Ōdate                  |                                       |
| Ivy Nile         | Emily Andzulis                |                                       |
| Kairi Sane       | Kaori Hōsako                  |                                       |
| Kiana James      | Kayla Inlay                   |                                       |
| Liv Morgan       | Gionna Daddio                 |                                       |
| Lyra Valkyria    | Aoife Cusack                  |                                       |
| Maxxine Dupri    | Sydney Zmrzel                 |                                       |
| Natalya          | Natalya Neidhart              |                                       |
| Naomi            | Trinity McCray                | Women's World Champion                |
| Raquel Rodriguez | Victoria Gonzàlez             |                                       |
| Rhea Ripley      | Demi Bennett                  |                                       |
| Roxanne Perez    | Carla Gonzalez                |                                       |
| Stephanie Vaquer | Ana Stephanie Vaquer González |                                       |
| Zoey Stark       | Theresa Serrano               |                                       |

## SmackDown

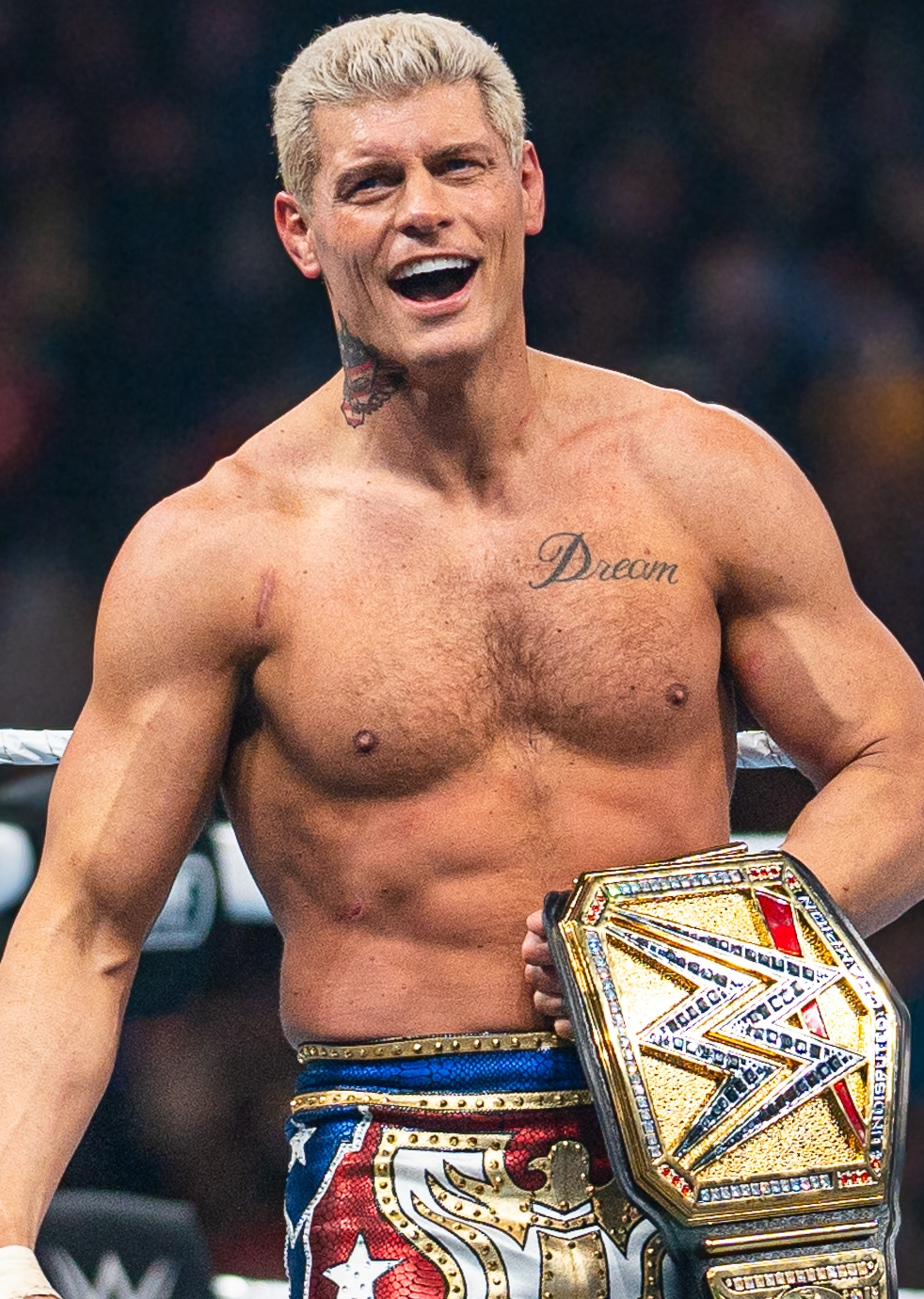
Cody Rhodes, WWE Champion

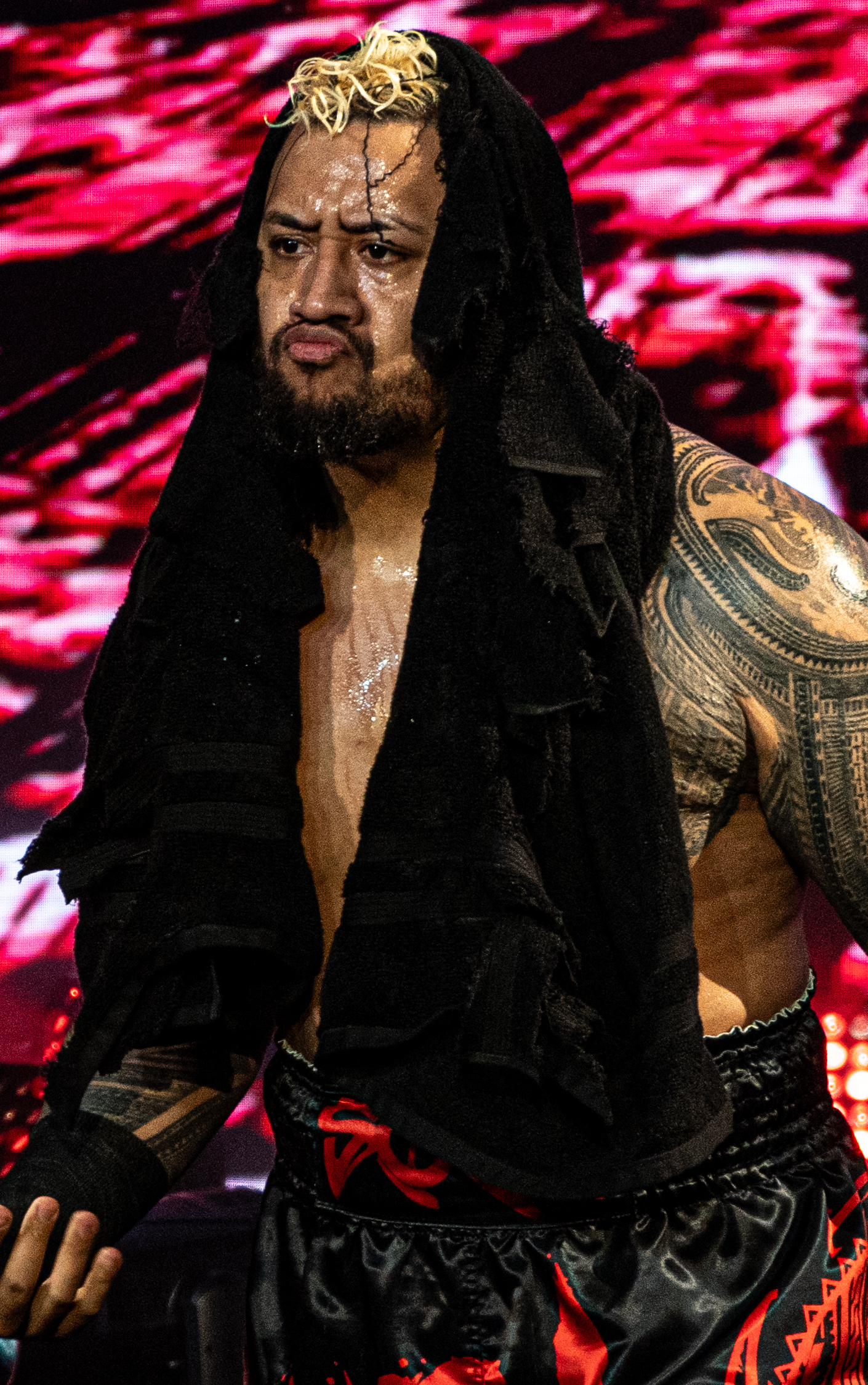
Solo Sikoa, United States Champion

### Uomini
| Nome              | Nome reale                              | Note                       |
| ----------------- | --------------------------------------- | -------------------------- |
| Aleister Black    | Thomas Budgen                           |                            |
| Alex Shelley      | Patrick Martin                          |                            |
| Andrade           | Manuel Andrade Oropeza                  |                            |
| Angel             | Humberto Garza Solano                   |                            |
| Angelo Dawkins    | Gary Gordon                             |                            |
| Apollo Crews      | Sesugh Uhaa                             |                            |
| Axiom             | Carlos Ruiz                             |                            |
| Berto             | Humberto Carrillo Solano                |                            |
| Carmelo Hayes     | Christian Brigham                       |                            |
| Chris Sabin       | Joshua Harter                           |                            |
| Cody Rhodes       | Cody Runnels Rhodes                     | WWE Champion               |
| Damian Priest     | Luis Martinez                           |                            |
| Dexter Lumis      | Samuel Shaw                             | WWE Tag Team Champion      |
| Drew McIntyre     | Andrew Galloway IV                      |                            |
| Elton Prince      | Lewis Howley                            |                            |
| Erick Rowan       | Joseph Ruud                             |                            |
| Jacob Fatu        | Jacob Samuel Fatu                       |                            |
| JC Mateo          | Jeffrey Cobb                            |                            |
| Joe Gacy          | Joseph Ruby                             | WWE Tag Team Champion      |
| Jimmy Uso         | Jonathan Fatu                           |                            |
| Johnny Gargano    | John Gargano                            |                            |
| Kevin Owens       | Kevin Steen                             |                            |
| Kit Wilson        | Sam Stoker                              |                            |
| LA Knight         | Shaun Ricker                            |                            |
| The Miz           | Mike Mizanin                            |                            |
| Montez Ford       | Kenneth Crawford                        |                            |
| Nathan Frazer     | Benjamin Timms                          |                            |
| Randy Orton       | Randall Keith Orton                     |                            |
| Rey Fénix         | Sconosciuto                             |                            |
| Roman Reigns      | Leati Joseph Anoa'i                     |                            |
| R-Truth           | Ron Killings                            |                            |
| Santos Escobar    | Jorge Alcantar Bolly                    |                            |
| Shinsuke Nakamura | Shinsuke Nakamura                       |                            |
| Solo Sikoa        | Joseph Fatu                             | WWE United States Champion |
| Tama Tonga        | Alipate Aloisio Leone                   |                            |
| Tommaso Ciampa    | Tommaso Whitney                         |                            |
| Tonga Loa         | Tevita Tu'amoeloa Fetaiakimoeata Fifita |                            |
| Uncle Howdy       | Taylor Michael Rotunda                  |                            |

### Donne
| Nome             | Nome reale           | Note                           |
| ---------------- | -------------------- | ------------------------------ |
| Alba Fyre        | Kayleigh Rae         |                                |
| Alexa Bliss      | Alexis Kaufman       | WWE Women's Tag Team Champion  |
| B-Fab            | Briana Brandy        |                                |
| Bianca Belair    | Bianca Blair         |                                |
| Candice LeRae    | Candice LeRae Dawson |                                |
| Charlotte Flair  | Ashley Fliehr        | WWE Women's Tag Team Champion  |
| Chelsea Green    | Chelsea Anne Green   |                                |
| Giulia           | Eimi Matsudo         | Women's United States Champion |
| Jade Cargill     | Jade Cargill         |                                |
| Michin           | Stephanie Bell       |                                |
| Nia Jax          | Savelina Fanene      |                                |
| Nikki Cross      | Nicola Glencross     |                                |
| Piper Niven      | Kimberly Benson      |                                |
| Tiffany Stratton | Jessica Woynilko     | WWE Women's Champion           |
| Zelina Vega      | Thea Trinidad        |                                |

## NXT

### Uomini
| Nome             | Nome reale            | Note                        |
| ---------------- | --------------------- | --------------------------- |
| Andre Chase      | Chance Barrow         |                             |
| Bronco Nima      | Edwin Grande          |                             |
| Brooks Jensen    | Benjamin Buchanan     |                             |
| Channing Lorenzo | Mitchell Lavalley     | NXT Heritage Cup Champion   |
| Charlie Dempsey  | Bailey Matthews       |                             |
| Dante Chen       | Sean Tan              |                             |
| Edris Enofé      | Inyene Umoh           |                             |
| Ethan Page       | Julian Micevski       | NXT North American Champion |
| Hank Walker      | Joseph Sculthrope     | NXT Tag Team Champion       |
| Je'Von Evans     | Malachi Jeffers       |                             |
| Josh Briggs      | Joshua Bruns          |                             |
| Lexis King       | Brian Zachary Pillman |                             |
| Luca Crusifino   | Roman Macek           |                             |
| Lucien Price     | Nmamdi Oguayo         |                             |
| Malik Blade      | Joshua Dawkins        |                             |
| Mr. Stone        | Robert Strauss        |                             |
| Myles Borne      | David Bostian         |                             |
| Noam Dar         | Noam Dar              |                             |
| Oba Femi         | Isaac Odugbesan       | NXT Champion                |
| Ricky Saints     | Ricky Starks          |                             |
| Ridge Holland    | Luke Menzies          |                             |
| Shawn Spears     | Ronald Arniell        |                             |
| Tank Ledger      | Joe Spivak            | NXT Tag Team Champion       |
| Tavion Heights   | G'Angelo Hancock      |                             |
| Tony D'Angelo    | Joseph Ariola         |                             |
| Trick Williams   | Matrick Belton        |                             |
| Tyriek Igwe      | Chukwusom Enekwechi   |                             |
| Tyson Dupont     | Rickssen Opont        |                             |
| Wes Lee          | Deveon Everheart      |                             |

### Donne
| Nome            | Nome reale              | Note                                                           |
| --------------- | ----------------------- | -------------------------------------------------------------- |
| Adriana Rizzo   | Anna Keefer             |                                                                |
| Arianna Grace   | Bianca Carelli          |                                                                |
| Blake Monroe    | Mariah Mead             |                                                                |
| Brinley Reece   | Breanna Ruggiero        |                                                                |
| Carlee Bright   | Kennedy Cummins         |                                                                |
| Fallon Henley   | Theresa Schuessler      |                                                                |
| Izzi Dame       | Franki Strefling        |                                                                |
| Jacy Jayne      | Taylor Grado            | NXT Women's Champion                                           |
| Jaida Parker    | Tiana Caffey            |                                                                |
| Jazmyn Nyx      | Jade Gentile            |                                                                |
| Jordynne Grace  | Patricia Forrest Parker |                                                                |
| Karmen Petrovic | Monika Klisara          |                                                                |
| Kelani Jordan   | Lea Mitchell            |                                                                |
| Kendal Grey     | Peyton Prussin          |                                                                |
| Lash Legend     | Anriel Howard           |                                                                |
| Lola Vice       | Valerie Loureda         |                                                                |
| Nikkita Lyons   | Faith Jefferies         |                                                                |
| Sol Ruca        | Calyx Hampton           | NXT Women's North American Champion WWE Women's Speed Champion |
| Stevie Turner   | Lucy Garland            |                                                                |
| Tatum Paxley    | Natalie Holland         |                                                                |
| Thea Hail       | Madison Knisley         |                                                                |
| Wendy Choo      | Karen Yu                |                                                                |
| Wren Sinclair   | Madison Dombkowski      |                                                                |
| Zaria           | Daria Hodder            |                                                                |

## WWE Evolve

### Uomini
| Nome             | Nome reale         | Note |
| ---------------- | ------------------ | ---- |
| Anthony Luke     | Anthony Luke       |      |
| BJ Ray           | Brayden Ray        |      |
| Brad Baylor      | Brad Baylor        |      |
| Braxton Cole     | Camden Gagnon      |      |
| Bryce Donovan    | Brison Farner      |      |
| Cappuccino Jones | Sconosciuto        |      |
| Chris Island     | Christopher Island |      |
| Drake Morreaux   | Beau Morris        |      |
| Drako Knox       | Drake Starks       |      |
| Elijah Holyfield | Elijah Holyfield   |      |
| Harlem Lewis     | Vincent Winey      |      |
| Harley Riggins   | Chase Kline        |      |
| Ice Williams     | Sconosciuto        |      |
| It's Gal         | Gal Barkay         |      |
| Jack Cartwheel   | Jack Summit        |      |
| Jackson Drake    | Jackson Drake      |      |
| Jasper Troy      | Antione Frazer     |      |
| Jax Presley      | Kyle Klink         |      |
| Jordan Oasis     | Sconosciuto        |      |
| Keanu Carver     | Kevin Robertson    |      |
| Lance Anoa'i     | Lance Anoa'i       |      |
| Ricky Smokes     | Sconosciuto        |      |
| Sam Holloway     | Samuel Hollowey    |      |
| Sean Legacy      | Sean Rossini       |      |
| Shiloh Hill      | Thunder Keck       |      |
| Tate Wilder      | Case Hatch         |      |
| Trill London     | Atrilleon Williams |      |
| Yearwood         | Troy Yearwood      |      |

### Donne
| Nome                | Nome reale          | Note |
| ------------------- | ------------------- | ---- |
| Aria Bennett        | Ajiea Lee Hargrave  |      |
| Bayley Humphrey     | Bayley Humphrey     |      |
| Chantel Monroe      | Derrian Gobourne    |      |
| Dani Raye           | Dani Sekelsky       |      |
| Haze Jameson        | Hayley Montoya      |      |
| Kali Armstrong      | Destinee Brown      |      |
| Kalyx               | Jessika Heiser      |      |
| Kylie Rae           | Brianna Sparrey     |      |
| Lainey Reid         | Tylynn Register     |      |
| Layla Diggs         | Breanna Covington   |      |
| Leigh Laurel        | Leigh Laurel        |      |
| Masyn Holiday       | Darci Khan          |      |
| Penina Tuilaepa     | Penina Tuilaepa     |      |
| Sirena Linton       | Sirena Linton       |      |
| Summer Sorrell      | Karyn Best          |      |
| Tatyanna Dumas      | Tatyanna Dumas      |      |
| Tamyra Mensah-Stock | Tamyra Mensah-Stock |      |
| Zara Zakher         | Gabriella Crump     |      |
| Zayda Steel         | Fatima Zahra        |      |
| Zena Sterling       | Olena Sadovska      |      |

## Free agent
Di seguito sono elencati quei wrestler sotto contratto non legati ad un roster o che nel corso del Draft 2024 non sono stati assegnati ad un roster.
| Ring name | Nome reale         | Note |
| --------- | ------------------ | ---- |
| Big E     | Ettore Ewen        |      |
| John Cena | John Cena          |      |
| Omos      | Tolulope Omogbehin |      |
| Valhalla  | Sarah Bridges      |      |

## Altro personale on-screen
| Nome               | Nome reale            | Ruolo                                                                                   |
| ------------------ | --------------------- | --------------------------------------------------------------------------------------- |
| Adam Pearce        | Adam John Pearce      | General manager di Raw                                                                  |
| Alicia Taylor      | Alicia Warrington     | Annunciatrice di Raw                                                                    |
| Ava                | Simone Johnson        | General manager di NXT                                                                  |
| Booker T           | Booker T. Huffman Jr. | Commentatore di NXT                                                                     |
| Blake Howard       | Blake Chadwick        | Telecronista di Main Event                                                              |
| Byron Saxton       | Bryan Kelly           | Intervistatore di Raw Telecronista di Main Event                                        |
| Cathy Kelley       | Catherine Kelley      | Intervistatrice di SmackDown                                                            |
| Corey Graves       | Matt Polinsky         | Telecronista di NXT                                                                     |
| Dan Vollmayer      | Daniel Vollmayer      | Conduttore di The Bump                                                                  |
| Dennis Arnell      | Dennis McCamery       | Intervistatore                                                                          |
| Funaki             | Shoichi Funaki        | Telecronista in giapponese dei premium live event                                       |
| Jackie Redmond     | Jackie Redmond        | Intervistatrice di Raw                                                                  |
| Jimena Sanchez     | Jimena Sanchez        | Presentatrice di Saturday Night                                                         |
| Joe Tessitore      | Joe Tessitore         | Telecronista di SmackDown                                                               |
| Kelly Kincaid      | Kelly Verbil          | Intervistatrice                                                                         |
| Lilian Garcia      | Lilian Garcia         | Annunciatrice                                                                           |
| Marcelo Rodríguez  | Marcelo Laprea        | Presentatore di WWE en Español Telecronista in lingua spagnola e dei premium live event |
| Mark Nash          | Mark Shunock          | Annunciatore di SmackDown                                                               |
| Matt Camp          | Matt Camp             | Presentatore di The Bump                                                                |
| Megan Morant       | Megan O'Brian         | Intervistatrice Presentatrice di WWE Now                                                |
| Michael Cole       | Michael Coulthard     | Telecronista di Raw e dei premium live event                                            |
| Mike Rome          | Austin Romero         | Annunciatore di NXT                                                                     |
| Nick Aldis         | Nicholas Harry Aldis  | General manager di SmackDown                                                            |
| Pat McAfee         | Pat McAfee            | Commentatore di Raw                                                                     |
| Paul Heyman        | Paul Heyman           | Manager di Seth Rollins e Bron Breakker                                                 |
| Peter Rosenberg    | Peter Rosenberg       | Opinionista nei pre-show                                                                |
| Rob Armstrong      | Rob Armstrong         | Presentatore di The Run In                                                              |
| Rob Shcamberger    | Rob Schamberger       | Presentatore di Canvas 2 Canvas                                                         |
| Sam Roberts        | Sam Roberts           | Analista nei pre-show                                                                   |
| Sarah Schreiber    | Sarah Schreiber       | Intervistatrice                                                                         |
| Scott Stanford     | Scott Stanford        | Ospite di Free For All                                                                  |
| Shawn Michaels     | Michael Hickenbottom  | Capo booker di NXT                                                                      |
| Sudu Shah          | Sudu Shah             | Telecronista                                                                            |
| Veronica Rodriguez | Veronica Rodriguez    | Presentatrice di Saturday Night                                                         |
| Vic Joseph         | Vic Travagliante      | Telecronista di NXT                                                                     |
| Wade Barrett       | Stu Bennett           | Commentatore di SmackDown                                                               |

## Arbitri
| Nome              | Nome reale       | Note                 |
| ----------------- | ---------------- | -------------------- |
| Chad Patton       | Chad Patton      | Arbitro di Raw       |
| Charles Robinson  | Charles Robinson | Arbitro di SmackDown |
| Chip Danning      | Chris Sharpe     |                      |
| Dallas Irwin      | Antrone Brewer   | Arbitro di NXT       |
| Dan Engler        | Dan Engler       | Arbitro di Raw       |
| Danilo Anfibio    | Danilo Anfibio   | Arbitro di SmackDown |
| Daphanie LaShaunn | Aja Smith        | Arbitro di NXT       |
| Derrick Moore     | Derrick Moore    | Arbitro di Raw       |
| Darryl Sharma     | Darryl Sharma    | Arbitro di NXT       |
| Derek Sanders     | Tom Castor       | Arbitro di NXT       |
| Eddie Orengo      | Eddie Orengo     | Arbitro di NXT       |
| Jason Ayers       | Jason Ayers      | Arbitro di SmackDown |
| Jessika Carr      | Jessika Heiser   | Arbitro di SmackDown |
| Joey Tofino       | Tom Sacroborough |                      |
| John Cone         | John Cone        | Arbitro di Raw       |
| Olympe Margaux    | Artemis Ortyge   |                      |
| Rod Zapata        | Robert Vista     | Arbitro di Raw       |
| Ryan Tran         | Ryan Tran        | Arbitro di SmackDown |
| Shawn Bennett     | Matt Bennett     | Arbitro di Raw       |
| Will Charlton     | Richard Rutter   |                      |

## Performance Center

### Uomini
| Nome             | Nome reale            |
| ---------------- | --------------------- |
| Anthony Luke     | Anthony Luke          |
| BJ Ray           | Brayden Ray           |
| Coy Wanner       | Coy Wanner            |
| Cutler James     | Jonah Niesenbaum      |
| Dion Lennox      | Andrzej Hughes-Murray |
| Drake Morreaux   | Beau Morris           |
| Drake Stewart    | Drake Stewart         |
| Hayden Pittman   | Hayden Pittman        |
| Hunter Smallback | Hunter Smallback      |
| Jasper Troy      | Antione Frazier       |
| Josh Black       | Josh Black            |
| Kale Dixon       | Caleb Balgaard        |
| Keanu Carver     | Kevin Robertson       |
| Niko Vance       | Skylor Clinton        |
| Saquon Shugars   | Copeland Barbee       |
| Shiloh Hill      | Thunder Keck          |
| Troy Yearwood    | Troy Yearwood         |
| Uriah Connors    | Brogan Finlay         |
| Vincent Winey    | Vincent Winey         |

### Donne
| Nome               | Nome reale          |
| ------------------ | ------------------- |
| Abby Jacobs        | Abby Jacobs         |
| Ajiea Lee Hargrave | Ajiea Lee Hargrave  |
| Dani Raye          | Dani Raye           |
| Darci Khan         | Darci Khan          |
| Derrian Gobourne   | Derrian Gobourne    |
| Kali Armstrong     | Destinee Brown      |
| Lainey Reid        | Tylynn Register     |
| Layla Diggs        | Breanna Covington   |
| Leigh Laurel       | Leigh Laurel        |
| Penina Tuilaepa    | Penina Tuilaepa     |
| Tyra Mae Steele    | Tamyra Mensah-Stock |
| Zena Sterling      | Olena Sadovska      |

## Dirigenza

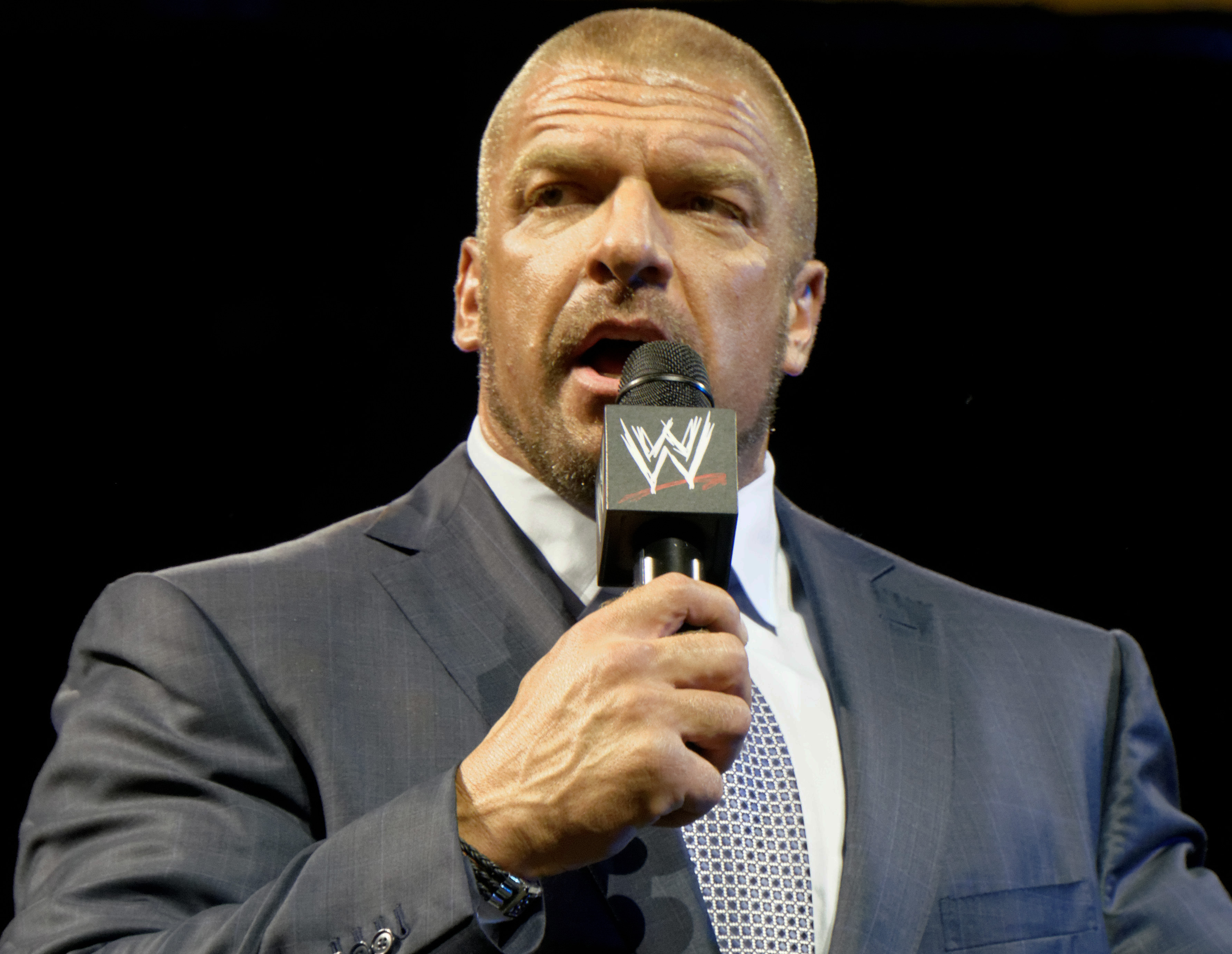
Triple H, responsabile del booking team

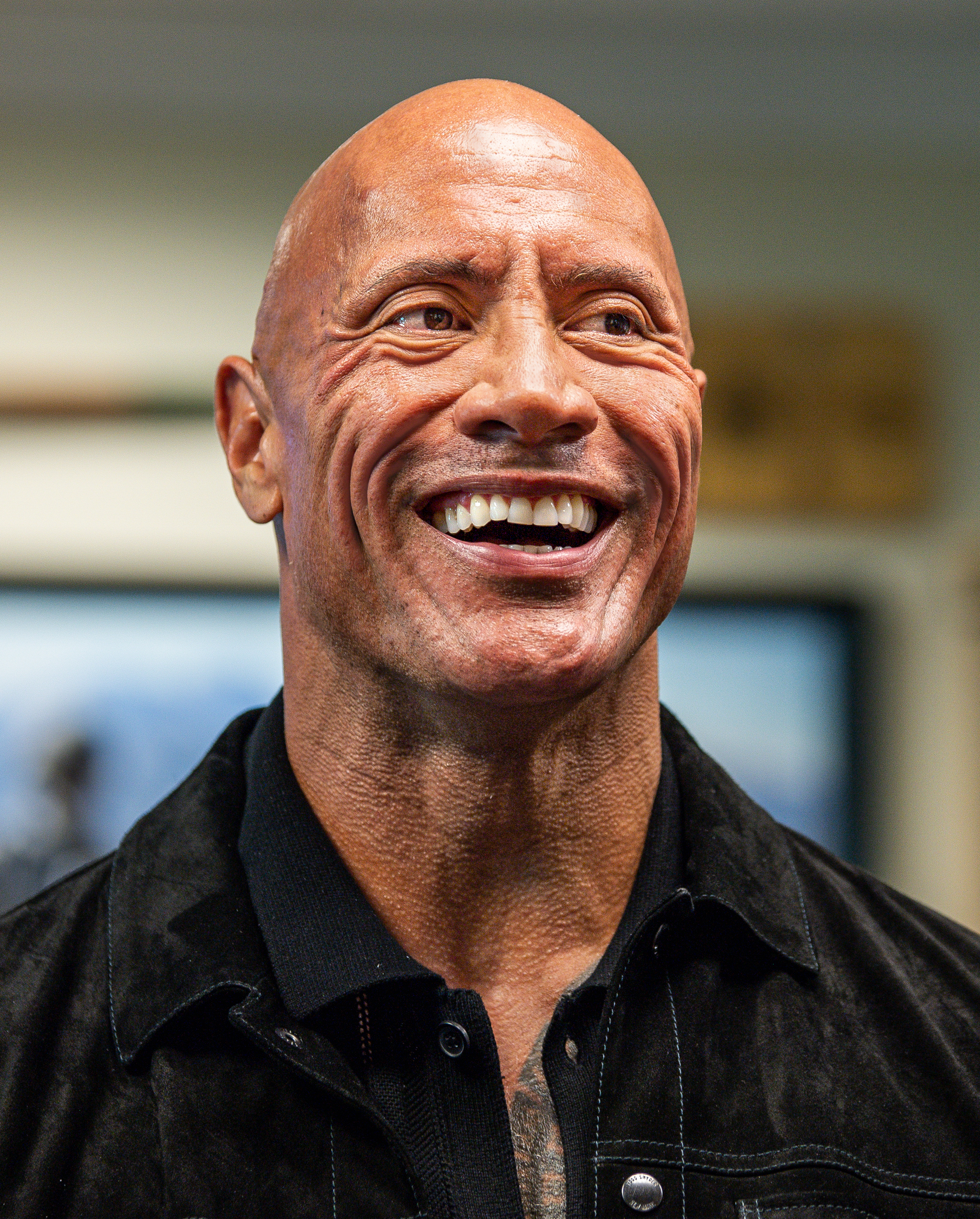
The Rock, membro del consiglio di amministrazione

| Nome               | Note                                                                                     |
| ------------------ | ---------------------------------------------------------------------------------------- |
| Barry McMullin     | Vicepresidente delle vendite e marketing                                                 |
| Basil DeVito       | Consulente principale per l'attività commerciale Membro del consiglio di amministrazione |
| Brian Flinn        | Vicepresidente del marketing e comunicazione                                             |
| David Kenin        | Membro del consiglio di amministrazione                                                  |
| Ed Wells           | Vicepresidente e direttore amministrativo                                                |
| Frank Riddink III  | Membro del consiglio di amministrazione                                                  |
| George Barrios     | Direttore finanziario                                                                    |
| Henry Jacob        | Direttore delle comunicazioni internazionali – Londra                                    |
| Jeffrey Speed      | Membro del consiglio di amministrazione                                                  |
| Joseph Perkins     | Membro del consiglio di amministrazione                                                  |
| Joseph Villa       | Direttore pubblicitario                                                                  |
| Laura Brevetti     | Vicepresidente del consiglio generale e della segreteria                                 |
| Laureen Ong        | Membro del consiglio di amministrazione                                                  |
| Michael Luisi      | Presidente della WWE Studios e del consiglio generale                                    |
| Michael Weitz      | Vicepresidente alle relazioni con gli investitori e della pianificazione finanziaria     |
| Michelle Wilson    | Direttore delle entrate e del marketing                                                  |
| Monty Sarhan       | Vicepresidente del consiglio generale e della segreteria                                 |
| Nick Khan          | Presidente Amministratore delegato Chief revenue officer                                 |
| Patricia Gottesman | Membro del consiglio di amministrazione                                                  |
| Patrick Talty      | Vicepresidente degli house show                                                          |
| The Rock           | Membro del consiglio di amministrazione                                                  |
| Stuart Goldfarb    | Membro del consiglio di amministrazione                                                  |
| Tara Carraro       | Vicepresidente delle comunicazioni aziendali                                             |
| Triple H           | Chief Content Officier Capo del booking team                                             |

## Dietro le quinte

### Booker
| Nome                | Ruolo                       |
| ------------------- | --------------------------- |
| Bruce Prichard      | Direttore esecutivo         |
| Drake Maverick      | Writer di Raw               |
| Ed Koskey           | Head booker di SmackDown    |
| Gabe Sapolsky       | Writer                      |
| George Carroll      | Writer di NXT               |
| Jim Smallman        | Writer                      |
| Johnny Russo        | Head booker di NXT          |
| Jonathan Baeckstrom | Head booker di Raw          |
| Nick Bonnano        | Writer di NXT               |
| Rob Free            | Direttore del team creativo |
| Ryan Ward           | Writer di SmackDown         |

### Produttori

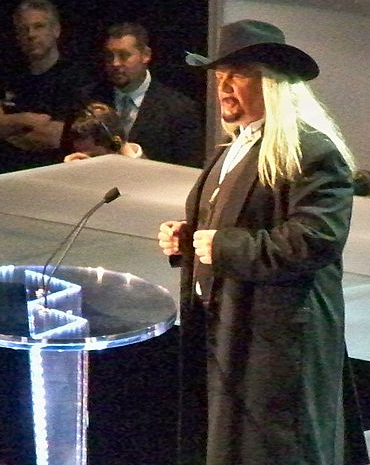
Michael Hayes, capo produttore

| Nome           |
| -------------- |
| Chris Parks    |
| Eddie Dennis   |
| Jamie Noble    |
| Jason Cade     |
| Jason Jordan   |
| Kenny Dykstra  |
| Michael Hayes  |
| Molly Holly    |
| Petey Williams |
| Robert Roode   |
| Ryan Katz      |
| Shane Helms    |
| Shawn Daivari  |
| TJ Wilson      |

### Altro personale
| Nome                  | Ruolo                                                      |
| --------------------- | ---------------------------------------------------------- |
| AJ Patterson          | Tecnico dell'illuminazione                                 |
| Berkley Ottman        | Timekeeper                                                 |
| Brian Duncan          | Capo preparatore atletico                                  |
| Canyon Ceman          | Direttore per lo sviluppo dei talenti                      |
| Chris Amann           | Capo medico                                                |
| Ciro Scotto-D'Antuono | Tecnico dei fuochi d'artificio                             |
| David Bailey          | Direttore generale del Performance Center                  |
| Ellis Edwards         | Coreografo                                                 |
| Fit Finlay            | Allenatore                                                 |
| James McEvoy          | Direttore della sponsorizzazione digitale e internazionale |
| Jennifer Hagopian     | Capo addetto alla ristorazione                             |
| Jet Prickett          | Direttore di scena                                         |
| Johnny Moss           | Allenatore                                                 |
| Joseph Bonsignore     | Direttore dei contenuti multimediali digitali              |
| Matt Bloom            | Capo allenatore di NXT                                     |
| Matt Wichlinski       | Preparatore atletico                                       |
| Max Pelham            | Assistente creativo                                        |
| Nicholas Daw          | Agente del ring                                            |
| Norman Smiley         | Allenatore                                                 |
| Oney Lorcan           | Allenatore                                                 |
| Road Dogg             | Vicepresidente per gli eventi dal vivo                     |
| Robbie Brookside      | Allenatore Scopritore di talenti                           |
| Santana Garrett       | Allenatrice                                                |
| Sara Amato            | Assistente capo allenatore di NXT                          |
| Sarah Barnett         | Allenatrice                                                |
| Sarath Ton            | Costumista                                                 |
| Seth Petruzelli       | Allenatore                                                 |
| Shawn Michaels        | Capo produttore di NXT                                     |
| Steve Corino          | Allenatore                                                 |
| Tara Halaby           | Fisioterapista Preparatrice atletica                       |
| Terry Taylor          | Allenatore                                                 |
| Tom Stewart           | Operatore di ripresa                                       |
| Tyler Breeze          | Allenatore                                                 |
| William Regal         | Vice presidente per lo sviluppo dei talenti                |